# Рассеивание
Рассеивание — явление разброса точек падения (воздушных разрывов) снарядов, пуль, гранат, ракет и бомб на некоторой площади (в некотором пространстве) при стрельбе (пуске ракет, бомбометании) из одного и того же оружия в практически одинаковых условиях. Рассеивание, как правило, подчиняется закону нормального распределения случайных величин
.

## Факторы
Рассеивание обусловлено множеством случайных факторов, которые невозможно полностью контролировать или предсказать. К этим факторам относятся:
- Незначительные различия в зарядах: даже при использовании тщательно отобранных боеприпасов есть небольшие изменения в количестве пороха, его химическом составе или плотности.
- Неоднородность материала снарядов: небольшие отклонения в весе, форме или балансировке снарядов, пуль и ракет могут влиять на их траекторию.
- Незначительные колебания в работе оружия: микроскопические различия в отдаче, вибрации и других параметрах работы оружия от выстрела к выстрелу.
- Неоднородность атмосферы: небольшие изменения плотности, температуры или влажности воздуха, а также наличие ветра влияют на полёт снарядов.
- Человеческий фактор: даже опытный стрелок не может обеспечить абсолютно идентичное положение оружия, прицеливание и нажатие на спусковой крючок при каждом выстреле.

Важно отметить, что рассеивание, как правило, подчиняется закону нормального распределения случайных величин. Это означает, что большинство точек падения будут сосредоточены вокруг центральной точки (средней точки падения), а количество точек, удаляющихся от центра, будет уменьшаться по мере удаления. 